# Нагорна (станція метро)
55°40′22″ пн. ш. 37°36′38″ сх. д. / 55.67278° пн. ш. 37.61056° сх. д.
«Наго́рна» (рос. Нагорная) — станція Серпуховсько-Тимірязєвської лінії Московського метрополітену. Відкрита у складі черги «Серпуховська» — «Південна» .

## Технічна характеристика
Конструкція станції — колонна трипрогінна мілкого закладення (глибина закладення — 9 м). Споруджена за типовим проектом. На станції два ряди по 26 колон. Крок колон становить 6,5 м.

## Вестибюлі і пересадки
Вихід через підземний перехід до Електролітного проїзду і Криворізької вулиці. На протилежному кінці платформи знаходиться лінійний пункт депо «Варшавське» (ТЧ-9). Станція має один підземний вестибюль, з якого ведуть на поверхню два сходових марші на одну сторону Електролітного проїзду і ще один сходовий марш веде на протилежний бік.

### Пересадки
- Автобуси: 119, 142, 317, 529, 926, с929, 965

## Оздоблення
Колони оздоблені анодованим алюмінієм і темним мармуром «Садахло», колійні стіни — мармуром «газган» світло-коричневих відтінків. Тема оздоблення станції — «Охорона навколишнього середовища». Станційний зал прикрашають панно, виконані у вигляді карбування з кованого листового алюмінію. На колійних стінах знаходяться карбовані панно на тему охорони природи.

## Колійний розвиток

Схема колійного розвитку станції «Нагорна»

Станція з колійним розвитком — 2 стрілочних переводи і пошерсний з'їзд .
На перегоні «Нагатинська» — «Нагорна» розташований пошерсний з'їзд, використовуваний для обороту потягів у разі несправності на лінії і для службових перевезень вночі.